# Hadewijch
Hadewijch és una pel·lícula francesa de Bruno Dumont estrenada el 2009. Aquesta pel·lícula ha estat subtitulada en català.

## Argument
Sorpresa per la fe extàtica i cega d'Hadewijch, una novícia, la mare superior la deixa a la porta del convent. Hadewijch torna a ser Céline, jove parisenca i filla de diplomàtic. La seva passió amorosa per Déu, la seva ràbia i la seva trobada amb Yassine i Nassir la porten entre gràcia i bogeria per camins perillosos.

## Repartiment
- Julie Sokolowski: Céline
- Karl Sarafidis: Nassir
- Yassine Salim: Yassine
- David Dewaele: David